# Zamek w Mikulińcach
Zamek w Mikulińcach (ukr. Микулинецький замок) – zamek wybudowany w 1550 r. w Mikulińcach przez Annę Jordanową z rodu Sieniawskich, małżonkę Wawrzyńca Spytka Jordana z Zakliczyna, kasztelana krakowskiego.

## Historia

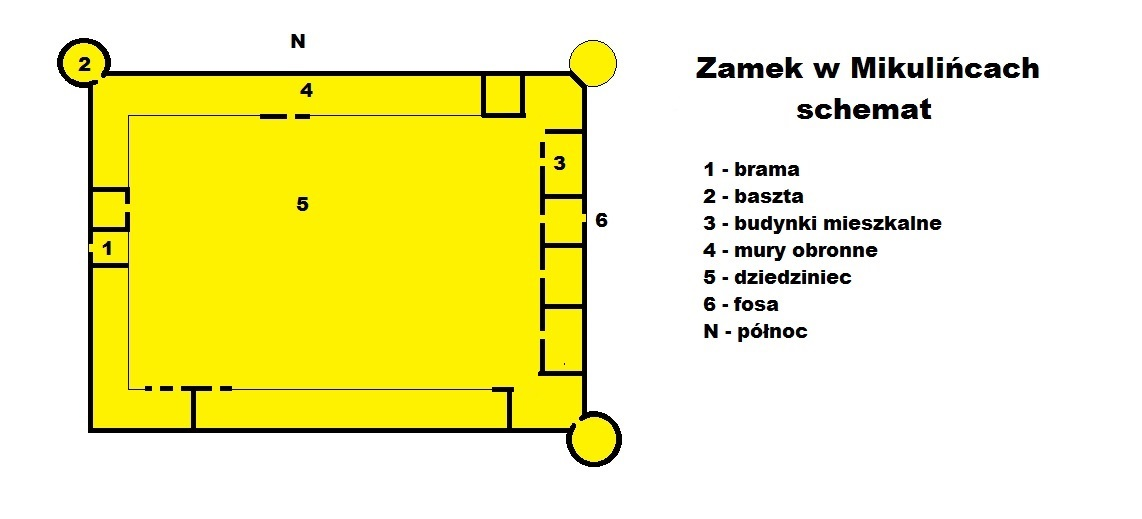
Zamek w Mikulińcach. Schemat

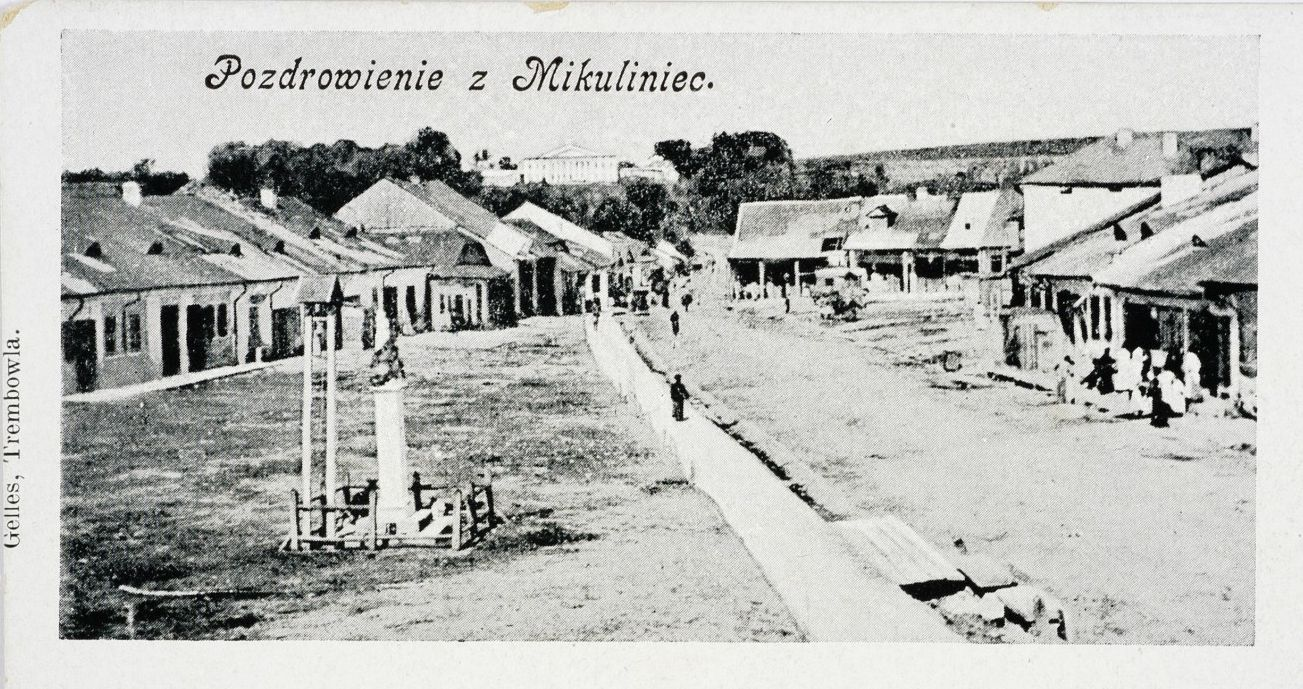
Rynek i pałac w dali, na starej pocztówce

Warownia położona na górze, na prawym brzegu Seretu, była często napadana i najeżdżana, ponieważ stała na tak zwanym szlaku tatarskim. W 1675 roku podczas najazdu Ibrahima Szyszmana zamek został oblężony przez Turków, po 15-dniowej obronie poddał się pod warunkiem, że załoga i mieszkańcy zostaną puszczeni wolno. Najeźdźcy nie dotrzymali umowy. Dowództwo (m.in. komendant zamku niejaki Orchyjowski z trzema synami) zostali zamordowani poprzez nabicie na pale, resztę obrońców uprowadzono w niewolę. Przez pewien okres warownia była siedzibą rodu Zborowskich, przekazana jako wiano przez Zofię, córkę Wawrzyńca Spytka Jordana, która poślubiła Samuela Zborowskiego. W 1637 r. warownię zakupił Stanisław Koniecpolski, kasztelan krakowski, hetman wielki koronny. Kolejnymi posiadaczami zamku byli Sieniawscy, Lubomirscy i Mniszchowie. Pod koniec XIX w. zamek został przebudowany na stajnie.

## Pałac w Mikulińcach
Od połowy XVIII w. właścicielką zamku była Ludwika Potocka z rodu Mniszchów, kasztelanka krakowska, która dobra te odkupiła od  Lubomirskich i zbudowała obecny pałac.  W 1792 r. posiadaczem pałacu była rodzina bar. Konopków. Na początku XIX w. Jan Konopka urządził w części sal zamkowych fabrykę sukna, która nie mogła wytrzymać konkurencji z fabrykami istniejącymi w zachodnich prowincjach austriackich. W pałacu obecnie  funkcjonuje sanatorium fizykoterapeutyczne. Dawne wnętrza zaadaptowano na działalność medyczną i nie posiadają już stylowych cech.

## Architektura
Zamek w XVI wieku był budynkiem mieszkalnym posiadającym cztery skrzydła o długości 75 m i duże piwnice. Jego zewnętrzne mury były grube na 2 m. Wewnątrz warowni był dziedziniec, do którego prowadziły bramy wjazdowe, znajdujące się od wschodniej i zachodniej strony. Baszty wysokie na trzy kondygnacje ze strzelnicami na działa stały w trzech narożach.

## Galeria zdjęć

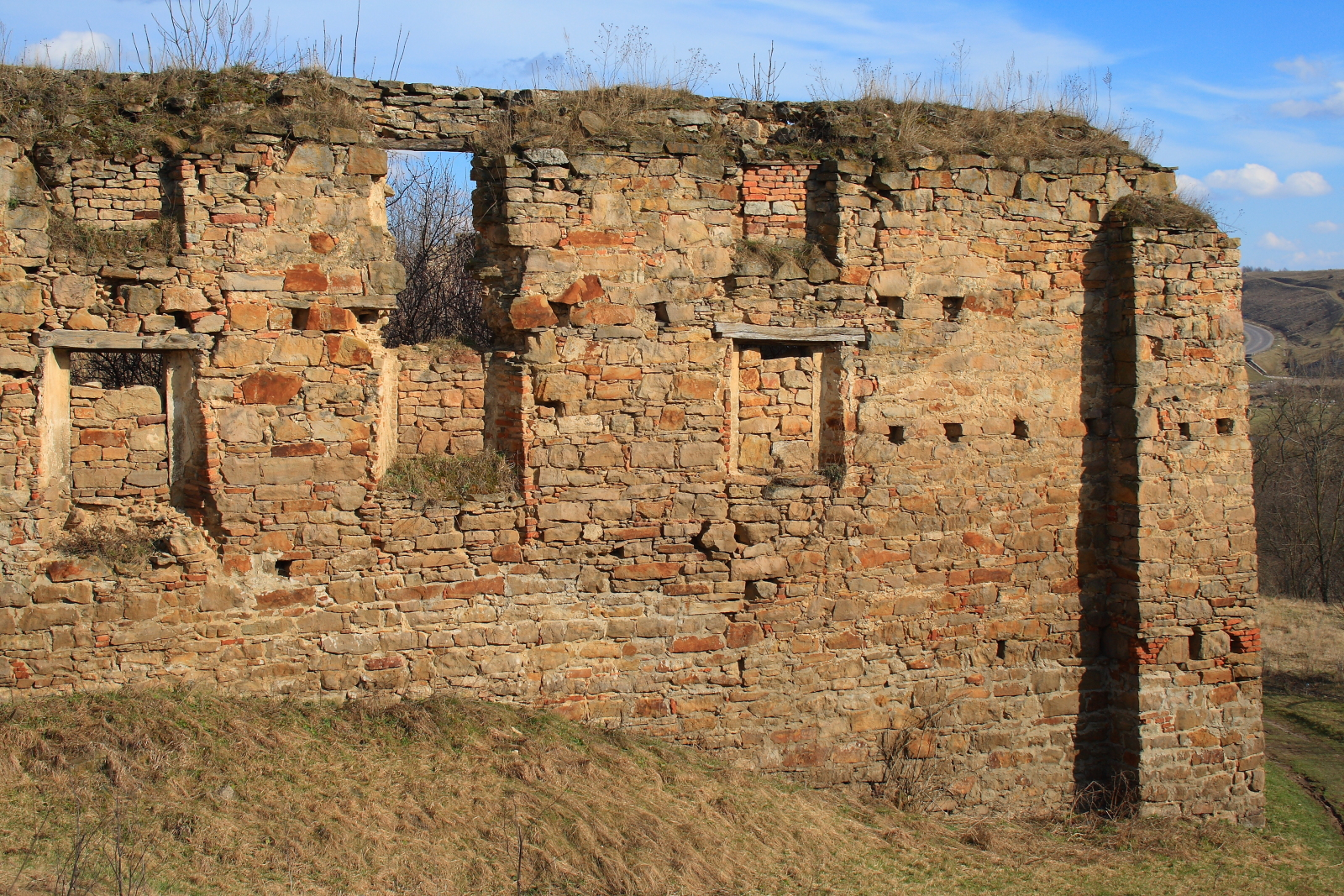
Ruiny zamku obecnie
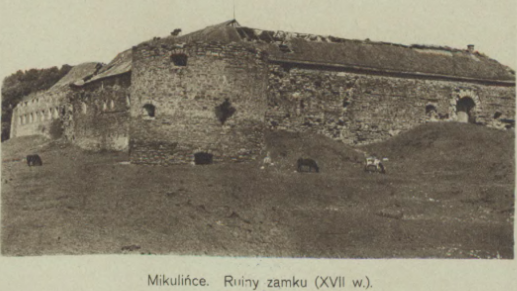
Ruiny zamku przed 1939
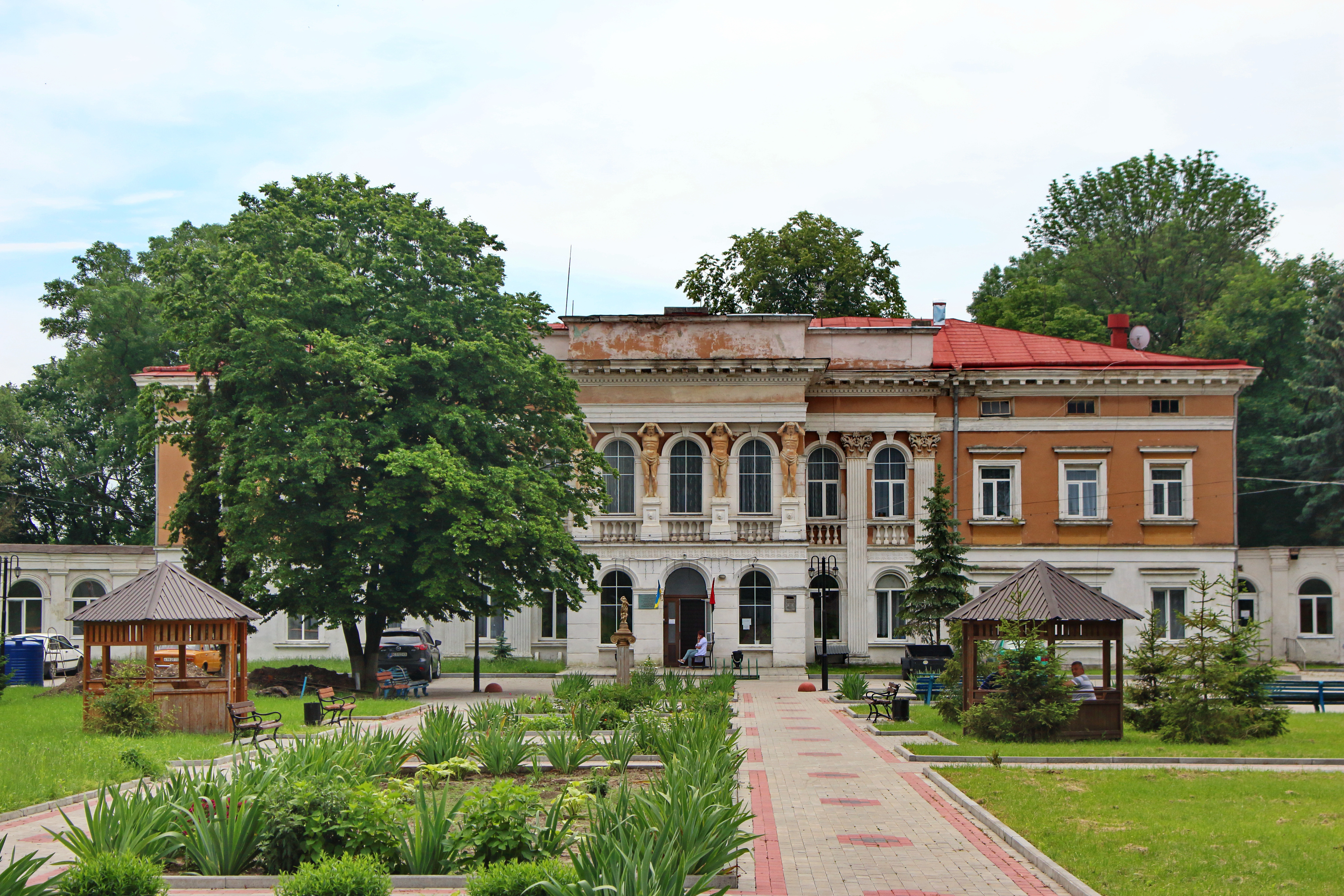
Pałac
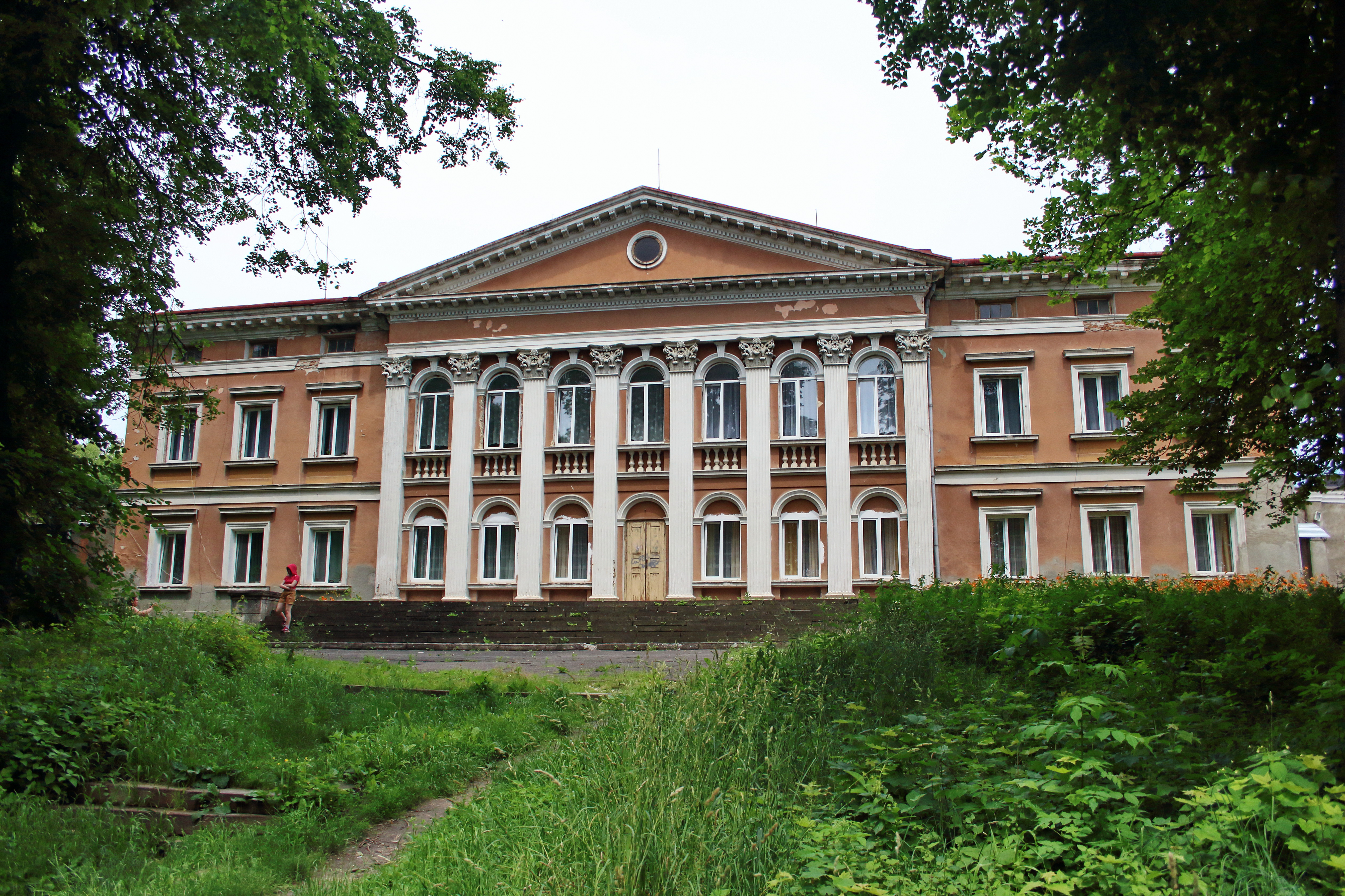
Pałac od strony parku